# Hennaya
Hennaya (em árabe: الحناية) (anteriormente Eugène Étienne, durante a colonização francesa) é uma cidade e comuna localizada na província de Tremecém, no noroeste da Argélia. Em 2008, sua população era de 33 356 habitantes.